# ۸۶۱ (میلادی)
۸۶۱ (میلادی) هشتصد و شصت و یکمین سال تقویم میلادی است.
‎